# 西村康稔
西村 康稔（にしむら やすとし、1962年〈昭和37年〉10月15日 - ）は、日本の通産官僚、政治家。自由民主党所属の衆議院議員（8期）。
経済産業大臣（第29代）、原子力経済被害担当大臣、GX実行推進担当大臣、産業競争力担当大臣、ロシア経済分野協力担当大臣、内閣府特命担当大臣（原子力損害賠償・廃炉等支援機構）（第2次岸田第1次改造内閣・第2次岸田第2次改造内閣）、新型コロナウイルス感染症対策担当大臣（第4次安倍第2次改造内閣・菅義偉内閣）、内閣府特命担当大臣（経済財政政策）（第4次安倍第2次改造内閣・菅義偉内閣）、経済再生担当大臣（第4次安倍第2次改造内閣・菅義偉内閣）、全世代型社会保障改革担当大臣（第4次安倍第2次改造内閣・菅義偉内閣）、内閣官房副長官（第3次安倍第3次改造内閣・第4次安倍内閣・第4次安倍第1次改造内閣）、内閣府副大臣（第2次安倍内閣・第2次安倍改造内閣・第3次安倍内閣）、外務大臣政務官（福田康夫改造内閣・麻生内閣）、衆議院内閣委員長、自由民主党兵庫県連会長、自由民主党総裁特別補佐、同筆頭副幹事長を歴任した。
義父は元衆議院議員で山口県熊毛郡城南村長、田布施町長を務めた吹田愰。

## 来歴

### 生い立ち

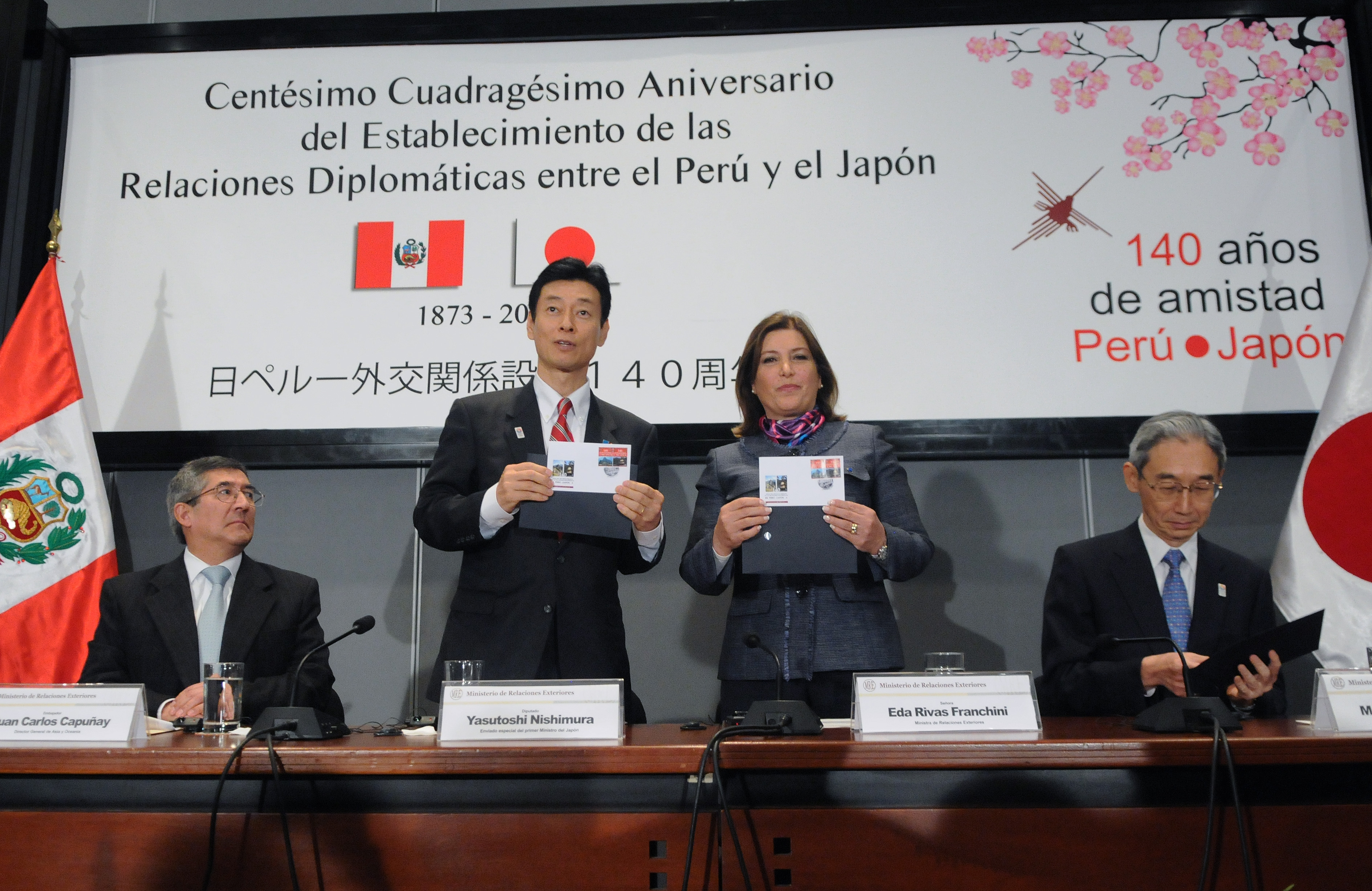
2013年、日ペルー外交関係140周年記念セレモニーでの西村（左から2人目）

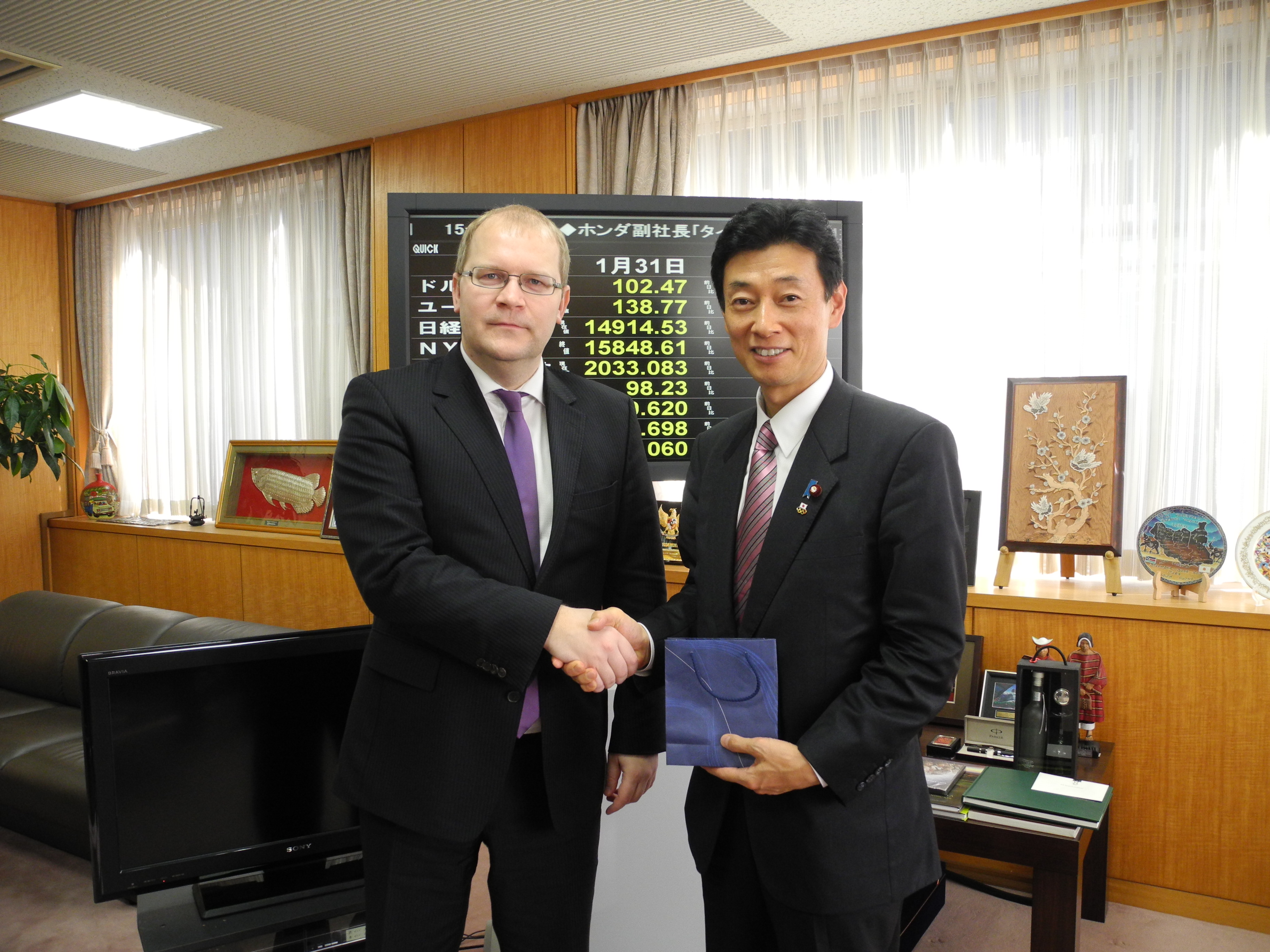
西村（右）とエストニア外務大臣ウルマス・パエト（2014年1月31日、中央合同庁舎第4号館にて）

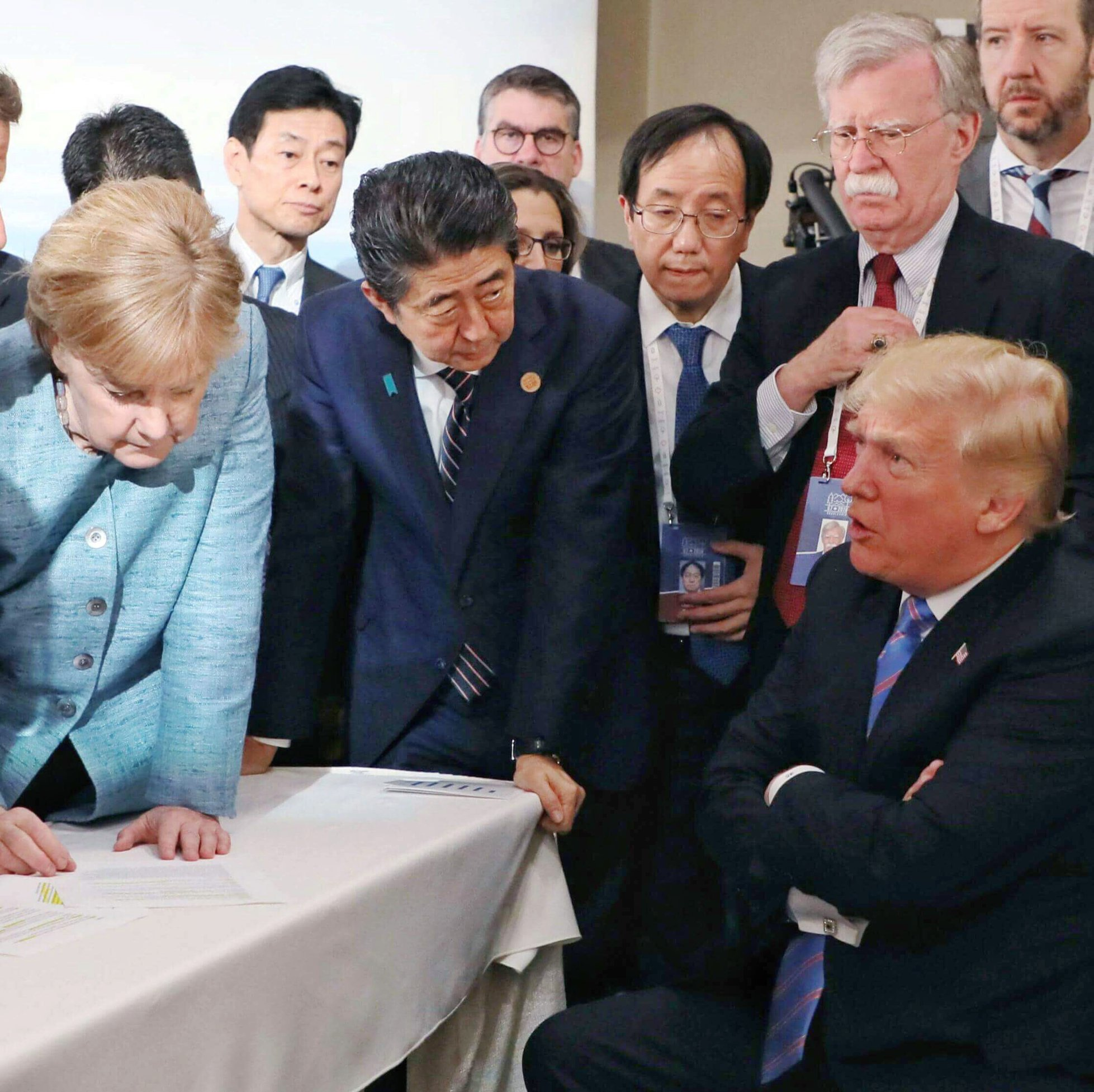
2018年、第44回先進国首脳会議にて（安倍晋三の左後）

兵庫県明石市生まれ（現住所は同市小久保）。実家は時計店で、父親はサラリーマン。神戸大学附属明石中学校、灘高等学校を経て、東京大学法学部卒業。高校時代は野球部に、大学時代はボクシング部に所属した。
1985年4月、通商産業省入省（資源エネルギー庁石油部計画課配属）。経済企画庁への出向を経て、石川県庁に赴任し商工課長に就任。このときに旧石川1区の森喜朗を知る。アメリカ合衆国メリーランド大学大学院で国際政治経済学を専攻し、1992年5月に修士号を取得した。
元衆議院議員（旧山口2区）の吹田愰の娘と結婚した。
1999年、通商産業省環境立地局調査官を最後に退官。

### 政界へ
2000年の第42回衆議院議員総選挙に、引退する原健三郎の地盤を引き継ぎ無所属で兵庫9区から出馬したが、自由民主党公認の宮本一三に敗れ、落選した。
2003年、第43回衆議院議員総選挙に再び無所属で兵庫9区から出馬し、前回敗れた宮本を下して初当選。無所属の新人議員5人で院内会派「グループ改革」を結成後、自民党に入党し、清和政策研究会（森派）に入会。石川県庁出向時代に森喜朗の知遇を得ていた西村は、派閥の中で徐々に力をつけていく。明石市出身の実業家の松本好雄が西村の後援会長を引き受けたのも森の後ろ盾によるものだった。
2005年の第44回衆議院議員総選挙では、新党日本公認の宮本、民主党公認の畠中光成を破り再選。
2006年、自民党内閣部会産業・地域再生小部会長に就任。2008年8月、福田康夫改造内閣で外務大臣政務官に任命され、次の麻生内閣まで務める。
2009年の第45回衆議院議員総選挙では自民党に逆風が吹く中、国民新党公認の宮本を兵庫9区で6万票超で破り、3選。兵庫県の12の小選挙区の当選者のうち、西村が唯一の自民党公認候補であり、総選挙後は自民党兵庫県連会長に就任。
同年9月、自由民主党総裁選挙に町村派の一部議員から推される形で出馬（総裁選出馬に際し、町村派を退会した）したが、谷垣禎一に敗れた。
2012年12月の第46回衆議院議員総選挙では、民主党の浜本宏、日本維新の会の谷俊二らを下して4選。選挙後に発足した第2次安倍内閣において内閣府副大臣（経済再生、社会保障・税一体改革、TPP、経済財政、拉致問題、防災、死因究明）に任命された。
2013年2月、2009年に退会した町村派に約3年半ぶりに再入会。
2014年9月3日、第2次安倍改造内閣で内閣府副大臣に再任。
同年12月の第47回衆議院議員総選挙で5選。2016年1月4日、衆議院内閣委員長に就任。
2016年8月、自民党総裁特別補佐に就任。併せて、筆頭副幹事長、選対副委員長に就任。
2017年8月3日、第3次安倍第3次改造内閣において、政務担当の内閣官房副長官に起用される。
同年10月の第48回衆議院議員総選挙で6選。
2019年9月、第4次安倍第2次改造内閣において、経済再生担当大臣、内閣府特命担当大臣（経済財政政策）に起用される。
2020年3月6日より新型コロナウイルス対策担当大臣も兼務。しかしコロナ感染の対応に非難が集中し、2021年7月14日、立憲民主党、日本共産党、国民民主党の野党3党の国対委員長は国会内で会談し、西村の経済再生担当相の辞任を要求する方針を固めた。
2021年10月4日、第1次岸田内閣が発足。松野博一は内閣官房長官に就任し、清和政策研究会（細田派）の事務総長を退任。末松信介は文部科学大臣として初入閣し、自民党兵庫県連会長を退任。これに伴い西村は10月6日に党県連会長に就任し、10月7日に細田派の事務総長に就任した。10月11日、自民党新型コロナウイルス感染症対策本部長に就任。
同年10月31日、第49回衆議院議員総選挙で共産党新人を破り、7選。

### 経済産業大臣就任から不祥事による辞職
2022年8月1日、月刊誌『正論』9月号が発売。安倍晋三の後継問題について、森喜朗は同号の記事で「5人のうちで自然に序列が決まっていく」と語った。5人とはすなわち、西村、松野博一、萩生田光一、高木毅、世耕弘成であった。8月3日、岸田首相は森、自民党参議院議員元会長の青木幹雄、党選対委員長の遠藤利明、党組織運動本部長の小渕優子と港区のホテルで会食。森は内閣改造に触れ、岸田に「安倍さんの遺志もあり、5人をそれぞれ輝く存在にしてやってほしい」と伝えた。特に萩生田、西村の要職起用を求めた。8月10日、第2次岸田第1次改造内閣が発足。岸田は、萩生田を自民党政調会長に抜擢し、萩生田の後任の経済産業大臣、原子力経済被害担当・GX実行推進担当・産業競争力担当・ロシア経済分野協力担当・内閣府特命担当大臣（原子力損害賠償・廃炉等支援機構）に西村を充てた。経産相就任に伴い、党県連会長と、安倍派の事務総長を退任。この頃から西村らは森のお墨付きのもと「安倍派5人衆」と称されるようになる。
2023年9月13日に発足した第2次改造内閣で留任。
同年12月9日、自民党5派閥の政治資金パーティーをめぐる問題で、安倍派座長の塩谷立と5人衆の西村、松野、萩生田、高木、世耕の安倍派の中枢幹部の6人全員が直近5年間でそれぞれ1千万円超～約100万円の裏金のキックバックを派閥から受け、政治資金収支報告書に記載していない疑いがあることが明らかとなった。12月14日、西村は経済産業大臣の辞表を提出し受理され、千葉7区の齋藤健に大臣職を譲った。2024年4月4日、党は西村を党員資格停止1年とする処分を決定した。

### 非公認での出馬
2024年10月6日、石破茂首相が政治資金収支報告書に不記載があった議員のうち、「選挙における非公認」以上の処分を受けた議員を中心に10人以上の議員を次期衆議院議員選挙で公認しないことを発表。西村も公認が得られない見通しとなった。10月9日、自民党は第1次公認候補として、小選挙区265人、比例代表14人の計279人の擁立を発表した。裏金事件に関係した現職と元職のうち12人を非公認とし、その中に西村も含まれた。
第50回衆議院議員総選挙では無所属で出馬し、枝野幸男が「西村さんの分については裏金になっていない」と発言したと連日演説で主張したが、実際には「西村さんの分については裏金にはなっていない。虚偽記載であるということなんです」と発言している。西村はこの件に関しての質問に無言を貫いた。10月27日の投開票の結果、得票率を大幅に減らし立憲民主党の新人橋本慧悟に比例復活を許したうえ地元明石市では148票差で負けたものの淡路島での得票差で8選。11月1日、西村を含む自民党非公認で出馬し当選した議員ら6人が衆院会派「自民党・無所属の会」に入会した。
2025年4月3日、自民党から受けた党員資格停止処分の期間が満了し、自民党国会議員としての資格を回復した。西村は「初心に戻り襟を正して、謙虚に活動していく」とコメントした。同月22日に自民党は西村を兵庫9区支部長に選任した。

## 政策・主張

### 新型コロナウイルス感染症対策担当大臣
2021年7月7日午後6時過ぎから、菅義偉首相は首相官邸で、西村や田村憲久厚生労働大臣らとおよそ1時間ほど協議を行った。この協議により政府は、7月11日まで東京都に発令されていたまん延防止等重点措置を、12日以降、緊急事態宣言に切り替える方針を固めた。協議の内容は7月7日夜、すみやかに報じられた。
同年7月8日午後7時、菅首相は記者会見し、緊急事態宣言下での2020年東京オリンピック・パラリンピックの開催を決定したと発表。
同日夜、西村も記者会見を開き、緊急事態宣言発令に際し酒類を提供する飲食店が休業要請に応じない場合、その店舗情報を金融機関に提供する考えを表明。「店舗の情報を関係省庁、金融機関とも共有し、金融機関からも応じてもらえるように働き掛けを行ってもらう」と述べた。この発言に対し、立憲民主党の安住淳国対委員長は国会内で記者団に「金融機関に対し、言うことを聞かない酒屋さんに『お金を貸すな』みたいなことを政府側が言う権限は法律上どこにもない」と指摘。「単に脅している、締め付けをしようということだ」と反発した。銀行関係者も「あり得ない。お酒を出さないよう融資で締め付けているように見えれば、暴力を背景に仕事をしているヤクザと一緒だ」 と強く抗議した。
同年7月9日午前、菅首相は西村の発言を「承知していない」と述べた。同日、自民党の森山裕国対委員長と林幹雄幹事長代理は、加藤勝信内閣官房長官と首相官邸で会談し、西村の発言について「閣僚発言は重い。誤解を招くことがないよう注意してほしい」と申し入れた。西村は同日の閣議後の記者会見で「不公平感の解消」のためだと説明し、この時点では発言を撤回しなかったが、同日、加藤官房長官は記者会見で、西村からの連絡を受けて方針を撤回したことを明らかにした。西村自身も同日夜のBSフジの番組に出演し「関係省庁から金融機関に何か働きかけをすることはやらない」と述べるなど、一日で見直しに追い込まれた。
同年7月11日夜、西村はX（旧Twitter）を更新し「趣旨を十分に伝えられず反省しております」と記したが、謝罪はしなかった。大臣辞任や議員辞職を求めるツイートはその後も相次いだ。7月12日、立憲民主党の山井和則国対副委員長は「あまりにも高圧的に過ぎる」と国会内の記者団に述べ、同党の他の幹部は「売り上げ減で苦境にある飲食店へのどう喝だ」と辞任を要求する声を上げた。酒類小売業の団体「全国小売酒販組合中央会」も、西村の発言を「乱暴な発言だ」として自民党の下村博文政調会長に党本部で抗議した。
同年7月12日、金融機関から順守を働き掛けてもらうよう求める政府の方針決定について、内閣官房が金融機関を監督する金融庁、財務省、経済産業省と事前に調整していたこと、ならびに内閣官房が8日付で政府方針への協力を依頼する文書を各府省庁に出していたことが分かった。西村単独の考えではなく、政府ぐるみで進めようとしていた方針決定であることが明らかとなった。
政府は、金融機関に事業者への働きかけを求めるとした方針の撤回に続いて、7月13日には、酒類販売事業者に対し休業要請などに応じない飲食店との取引を停止するよう求めた方針も撤回した。
同年7月14日、立憲民主党、日本共産党、国民民主党の野党3党の国対委員長は国会内で会談し、西村の経済再生担当相の辞任を要求する方針で一致した。

### 憲法
- 憲法改正について、2017年、2021年、2024年のアンケートで「賛成」と回答[59][60][61]。

- 憲法9条への自衛隊の明記について、2021年、2024年のNHKのアンケートで「賛成」と回答[62][61]。

- 改正すべき項目として「自衛隊の保持を明記する」「教育の充実に向けた環境整備を行う旨を明記する」「各都道府県から必ず1人は参議院議員を選出するよう明記する」「緊急事態に関する条項を新設する」と主張[60]。

- 憲法を改正し緊急事態条項を設けることについて、2021年の毎日新聞社のアンケートで「賛成」と回答[63]。2024年のNHKのアンケートで「賛成」と回答[61]。

### 外交・安全保障
- 安全保障関連法の成立について、2017年のアンケートで「評価する」と回答[59]。

- 「他国からの攻撃が予想される場合には敵基地攻撃もためらうべきではない」との問題提起に対し、2017年のアンケートで「どちらとも言えない」と回答[59]。2021年のアンケートで「どちらかと言えば賛成」と回答[60]。

- 「北朝鮮に対しては対話よりも圧力を優先すべきだ」との問題提起に対し、2017年のアンケートで「賛成」と回答[59]。2021年のアンケートで「どちらかと言えば賛成」と回答[60]。

- 普天間基地の辺野古移設について、2021年のアンケートで「賛成」と回答[60]。

- 徴用工訴訟などの歴史問題をめぐる日韓の関係悪化についてどう考えるかとの問いに対し、2021年の毎日新聞社のアンケートで「より強い態度で臨む」と回答[63]。

### ジェンダー
- 選択的夫婦別姓制度の導入についての各メディアのアンケートの結果は以下のとおり。
  - 2017年 - 朝日新聞社には「どちらとも言えない」と回答[59]。
  - 2021年 - 朝日新聞社には「どちらとも言えない」と回答[60]。
  - 2024年 - NHKには回答しなかった[61]。

- 同性婚を可能とする法改正についての各メディアのアンケートの結果は以下のとおり。
  - 2017年 - 朝日新聞社には「どちらとも言えない」と回答[59]
  - 2021年 - NHKには「どちらとも言えない」と回答[62]。「同性婚を制度として認めるべきだと考るか」との毎日新聞社のアンケートに対し、選択肢以外の回答をした[63]。
  - 2024年 - NHKには回答しなかった[61]。

- 「LGBTなど性的少数者をめぐる理解増進法案を早期に成立させるべきか」との問題提起に対し、2021年の朝日新聞社のアンケートで「どちらかと言えば賛成」と回答[60]。

- クオータ制の導入について、2021年のNHKのアンケートで「どちらかと言えば賛成」と回答し[62]、同年の毎日新聞社のアンケートで選択肢以外の回答をした[63]。2024年のNHKのアンケートで回答しなかった[61]。

### その他
- 「原子力発電への依存度について今後どうするべきか」との問題提起に対し、2021年のアンケートで「下げるべき」と回答[62]。

- 新型コロナウイルス対策として、消費税率の一時的な引き下げは「必要でない」と回答[62]。

- 森友学園への国有地売却をめぐる公文書改竄問題で、2021年5月6日、国は「赤木ファイル」の存在を初めて認めた[64]。しかし5月13日、菅義偉首相はファイルの存在を踏まえた再調査を行わない考えを報道各社に書面で示した[65]。9月の自民党総裁選挙で総裁に選出された岸田文雄も10月11日、衆議院本会議の代表質問で再調査の実施を否定した[66]。国の対応をどう考えるかとの同年の毎日新聞社のアンケートに対し「これ以上、調査や説明は必要ない」と回答[63]。

- 首相の靖国神社参拝について、2017年のアンケートで「どちらかと言えば賛成」と回答[59]。

## 人物
- 2008年頃から2017年8月までの約10年間、自身の公式サイトに「世界美人図鑑」と題した写真の投稿を継続して行った。写真の枚数は約200枚。議員連盟の視察や自民党党青年部の研修旅行などで外国を訪れた際、当地の女性を撮影した写真を掲載し、次のようなコメントを毎回寄せた[67][68][69][70]。

コメントでは、被写体の容姿を日本の女性衆議院議員と比較することもあった。西村の美人図鑑シリーズは話題になったが、被写体に無許可で写真を公開していること、女性をもっぱら外観から評価していること、性的暗喩が露骨なことなどが2022年5月31日にツイッターで批判的に取り上げられると、過去の投稿が拡散される騒ぎとなり、翌6月1日のうちにほとんどの投稿が公式サイトから削除された。6月2日、西村の国会事務所はメディアの取材に対し、「不愉快な思いをされた方もおられたと思いますが、今後このようなことがないよう、細心の注意を払って参ります」と文書で回答した。
- 義父の吹田愰は岸信介、安倍晋太郎の側近だった。その縁から、西村と安倍家は家族ぐるみの付き合いがあり、西村は安倍家に仕える側近として第二次安倍政権で総裁特別補佐や内閣官房副長官などを歴任した[73]。2022年7月の安倍晋三銃撃事件の直後、「安倍派後継者の大本命」との声も派閥関係者からささやかれた[73]。森喜朗は2023年3月23日、空席となっている安倍派の会長について「どこかで誰か一人、代表を決めなければならない」と述べ、西村、世耕弘成、高木毅、松野博一、萩生田光一の5人を有力候補として挙げた[74]。
- 2022年7月9日、安倍晋三の下関市の後援会事務所は、通夜を11日に、葬儀を12日に執り行うと明らかにした。同日午後12時頃、中日新聞などが「自民党関係者によると、会場はいずれも東京都港区の増上寺を予定している」と報じた[75]。事件直後からすべてを仕切っていた今井尚哉元首相秘書官は「増上寺で行うことは内密に進めていた。リークしたのは西村氏だ」と激怒したとされる[73]。同年7月13日に西村は「安倍晋三元総理と最後のお別れ」と題する記事をブログに投稿し、安倍と自身がともに映っている写真10枚を幅いっぱいに掲載した[76]。これに対して党関係者から「やりすぎだ」などの声が上がった[73]。
- 日中国会議員書画展へ書画を提供している[77]。
- 通産省時代の同期の岸本吉生は2022年12月1日付で西村の政務秘書官（大臣秘書官）となった[78]。

## 不祥事

### 政治資金パーティー収入の裏金問題
2023年12月1日、朝日新聞が、自民党5派閥が開いた政治資金パーティーをめぐる問題で、安倍派が、所属議員が販売ノルマを超えて集めた分の収入を裏金として議員側にキックバックする運用を組織的に続けてきた疑いがあるとスクープした。安倍派は2018～2022年に毎年1回パーティーを開き、計6億5884万円の収入を政治資金収支報告書に記載している。一方、収入・支出のいずれにも記載していない裏金の総額は直近5年間で1億円を超えるとされ（のちに5億円に修正）、共同通信は「実際のパーティー収入は少なくとも8億円前後に膨らむ可能性がある」と報じた。清和政策研究会の政治資金収支報告書の記載内容は下記のとおり。
| 年月日        | パーティー名                 | 会場               | 収入        | 購入者数 | 出典 |
| ------------- | ---------------------------- | ------------------ | ----------- | -------- | ---- |
| 2018年5月22日 | 清和政策研究会との懇親の集い | 東京プリンスホテル | 2億802万円  | 7,021人  | [88] |
| 2019年5月21日 | 清和政策研究会との懇親の集い | 東京プリンスホテル | 1億5338万円 | 5,177人  | [89] |
| 2020年9月28日 | 清和政策研究会との懇親の集い | 東京プリンスホテル | 1億262万円  | 3,464人  | [90] |
| 2021年12月6日 | 清和政策研究会との懇親の集い | 東京プリンスホテル | 1億2万円    | 3,376人  | [91] |
| 2022年5月17日 | 清和政策研究会との懇親の集い | 東京プリンスホテル | 9480万円    | 3,200人  | [83] |
| （合計）      |                              |                    | 6億5884万円 |          |      |
パーティー券は通常1枚2万円であるため、販売枚数が推計できるが、枚数に対する購入者の比率は2018年から2022年にかけてすべて「0.675」で統一されている。日本大学名誉教授の岩井奉信は「絶対にあり得ない」とし、安倍派は政治資金収支報告書に架空の購入者数を記入したとみられる。
安倍派5人衆の面々は森喜朗と会い続けた。明治大学出身の萩生田光一は12月3日、国立競技場で開催されたラグビーの早明戦を森とともに貴賓席で観戦した。12月5日、西村と世耕弘成と森はパレスホテル東京の日本料理店で2時間半にわたり会食した。この席には高木毅も参加予定だったが「週刊文春につけられているみたいだ」とおびえ、急遽キャンセルした。12月8日、参議院予算委員会で蓮舫は5日の会食に言及。何を話したのかと西村に問うと、西村は「よく覚えていない。覚えていないが、私の担当している政策の状況などを話した」と答えた。蓮舫が「口裏合わせをしたのでは」と指摘すると、「口裏合わせなど一切行っておりません！」と語気を荒げて否定した。
同年12月8日夜までに、官房長官の松野博一、高木、世耕が直近5年間で1000万円を超える裏金のキックバックを受けた疑いがあることが報道により明らかとなった。12月9日朝、朝日新聞は、松野、高木、世耕のほか、安倍派座長の塩谷立、萩生田、西村についても裏金のキックバックを受けた疑いがあると報じた。
同年12月13日、文春オンラインが、西村の事務所関係者や経済産業省の関係者の証言をもとに、西村が2023年10月から12月8日にかけて「架空の政治資金パーティー」を3回にわたって開催したと報じた。平日昼間に開催された会にはパーティー券購入者は参加しておらず、パーティー券購入の『勉強会』の名目で経産省職員をサクラとして使用し、1回で数百万円の儲けが出ていた。企業が不参加を前提としてパーティー券を購入していれば政治資金規正法違反となる可能性がある。
同年12月14日、西村は経済産業大臣の辞表を提出し受理された。
同年12月20日、『月刊Hanada』2024年2月号が発売。同号が組んだ特集「日本の危機2024」で西村、萩生田、世耕はインタビューに応じ、西村は裏金疑惑について「確認作業中」と述べ、萩生田は「正直、会計のことはよく分かっていない」と述べた。また、西村と世耕はそれぞれ将来の首相就任に意欲を示した。12月22日、安倍派においては、議員側の「中抜き」を含む3つのパターンで裏金づくりを行っていたことが関係者の証言により明らかとなった。
同年12月26日、西村が12月21日12時（平日昼間）から、永田町にほど近いビルの会議室でまたしても“架空パーティー”を執り行った疑惑を、デイリー新潮が報じた。
同日までに東京地検特捜部は塩谷、松野、高木、世耕、萩生田を任意で事情聴取した。次いで12月29日、西村も任意聴取を受けていたことが明らかとされた。12月31日、議員側がノルマを超えて集めた分を派閥側に納入せずに懐に収めた「中抜き」の総額は、2018年 - 2022年の5年間で約1億円に上ることが判明。安倍派の直近5年間の裏金はキックバック分とあわせ約6億円に上るとされる。
2024年1月11日、時効にかからない2018年以降の歴代事務総長、下村、松野、西村、高木の4人はいずれも任意聴取で会計責任者との共謀を否定し、そのうち複数が、資金のキックバックは事務局長から会長に直接報告される「会長マター（案件）だった」と供述していたことが、毎日新聞の報道により明らかとなった。報道を受けてテレビの情報番組や一部メディアなどで「死人に口なし」との指摘がなされ、立憲民主党の小沢一郎は「彼らの主張が事実とすれば、組織犯罪を主導していた人物が、総理や衆院議長をやっていたことになり、日本の信用に関わる」と自身のX（旧ツイッター）に綴った。
1月19日、特捜部は安倍派の会計責任者を政治資金規正法違反（虚偽記入）の罪で在宅起訴した。1月26日、特捜部は西村ら安倍派幹部7人について、会計責任者との共謀は認められないとして不起訴（嫌疑なし）とした。
2月21日、衆議院・政治倫理審査会へ出席する意向を正式に表明した。国会内で記者団に「私の知っていることを全て正直に話したい」と述べ、「予算の審議は重要なので影響のないように対応したい」と語った。議員辞職や離党について考えを問われ「説明責任を果たしていきたい」と答えるにとどめた。
2月28日と29日に開催することで与野党が大筋で合意していた衆議院・政治倫理審査会をめぐり、自民党は27日午後、安倍派の西村と武田良太元総務大臣が公開での審査に応じる意向を野党に伝えていた。しかし同日、西村が“安倍派として対応をあわせるため自分だけ公開で応じることはできない”として公開での出席を断り、それを受け武田も出席を拒んだ。そのため、28日に開催予定だった政治倫理審査会は見送られた。
4月4日、党は党紀委員会を開き、西村を党員資格停止1年とするなど議員39人への処分を決定した。

### その他の政治資金問題
- 2012年7月、所得報告書に誤りがあり、訂正を行った[117]。

- 2014年に、西村の資金管理団体「総合政策研究会」が、会員制の「六本木ヒルズクラブ」（東京都港区）に、2007年3月に、入会費約124万円と預託金50万円を支払って会員になり、その後は毎年、年会費約19万円を支出していることが報じられた[118]。「会員権は私的にも使え、政治資金の使途に必要な公明、公正さを確保できず不明朗だ。個人で購入し、政治活動に使った場合のみ費用を政治資金でまかなうべきだ」との識者のコメントを朝日新聞が報道している[118]。

- 2016年に「統合型リゾート施設（IR）」整備推進法案（カジノ解禁法案）を議員立法で法案提出した際、大阪府内のスロットマシン製造会社から2013年度からの3年間で計111万円の献金を受けていることが報じられた[119]。

- 日本共産党の機関紙しんぶん赤旗に、西村の関係する自民党兵庫県商工振興連盟支部への村上ファンドの関連会社役員2人からの合計200万円の献金が報道された[120]。また、村上ファンドに出資した政治家や財界人の実名及び投資の金額・投資の時期が書かれた「投資家リスト」が流出し、そのリストに西村の名前があるとFACTAが報道した[121]。

### 秘書に関する疑惑
2023年11月の米国訪問の際、宿泊先の高級ホテルで、内部で隣室と行き来ができるコネクティングルームに宿泊し、その隣室にSPの代わりに30代の女性秘書官を宿泊させていた疑惑が同年12月に週刊文春によって報じられた。西村事務所は「全くご指摘のような事実はございません。代議士の隣室には、両側に（経産官僚の）事務秘書官と警護官が宿泊しました」と回答し、疑惑を否定した。

## 選挙
| 当落 | 選挙                   | 執行日         | 年齢 | 選挙区      | 政党       | 得票数     | 得票率  | 定数 | 得票順位 /候補者数 | 政党内比例順位 /政党当選者数 |
| ---- | ---------------------- | -------------- | ---- | ----------- | ---------- | ---------- | ------- | ---- | ------------------ | ---------------------------- |
| 落   | 第42回衆議院議員総選挙 | 2000年06月25日 | 37   | 兵庫県第9区 | 無所属     | 6万4630票  | 30.65%  | 1    | 2/5                | /                            |
| 当   | 第43回衆議院議員総選挙 | 2003年11月09日 | 41   | 兵庫県第9区 | 無所属     | 8万6631票  | 40.84%  | 1    | 1/4                | /                            |
| 当   | 第44回衆議院議員総選挙 | 2005年09月11日 | 42   | 兵庫県第9区 | 自由民主党 | 13万6605票 | 58.28%  | 1    | 1/4                | /                            |
| 当   | 第45回衆議院議員総選挙 | 2009年08月30日 | 46   | 兵庫県第9区 | 自由民主党 | 13万7190票 | 60.65%  | 1    | 1/3                | /                            |
| 当   | 第46回衆議院議員総選挙 | 2012年12月16日 | 50   | 兵庫県第9区 | 自由民主党 | 12万590票  | 59.38%  | 1    | 1/4                | /                            |
| 当   | 第47回衆議院議員総選挙 | 2014年12月14日 | 52   | 兵庫県第9区 | 自由民主党 | 12万6491票 | 74.76%  | 1    | 1/2                | /                            |
| 当   | 第48回衆議院議員総選挙 | 2017年10月22日 | 55   | 兵庫県第9区 | 自由民主党 | 12万2026票 | 69.55%  | 1    | 1/3                | /                            |
| 当   | 第49回衆議院議員総選挙 | 2021年10月31日 | 59   | 兵庫県第9区 | 自由民主党 | 14万1973票 | 76.27%  | 1    | 1/2                | /                            |
| 当   | 第50回衆議院議員総選挙 | 2024年10月27日 | 62   | 兵庫県第9区 | 無所属     | 8万8676票  | 45.57％ | 1    | 1/4                | /                            |

## 栄典
- ペルー：ホセ・グレゴリオ・パス・ソルダン・ ペルー外交功労勲章グランド・クロス - （2019年）
- オマーン：2等オマーン市民勲章 - （2021年）

## 著書

### 単著
- 「生き残る企業・都市　―ビッグバンを乗り越える7つのルール―」同文書院 1999年1月 ISBN 4810380521
- 「リスクを取る人・取らない人　―しがらみを断ち切る勇気がこの国を救う―」PHP研究所 2002年10月 ISBN 4569624731
- 「新（ネオ）・ハイブリッド国家日本の活路　―3つの空洞化を越えて―」スターツ出版 2010年4月 ISBN 9784883811168
- 「繁栄か衰退か　―岐路に立つ日本―」プレジデント社 2012年12月 ISBN 9784833420310
- 「命を守る防災・危機管理　―その瞬間、生死を分けるもの―」プレジデント社 2014年12月 ISBN 9784833421164
- 「大丈夫か?マイナンバー　―使いこなせばこれだけ便利、こんなに変わる!―」ワニブックス 2015年12月 ISBN 9784847065699
- 「第4次産業革命　―ロボット、AIであなたの生活、仕事はこう変わる―」ワニブックス 2016年9月 ISBN 9784847065774
- 「コロナとの死闘」幻冬舎 2022年5月 ISBN 9784344037762

### 共著
- （小林温と出版）「国家の生命線 〜戦略的資源・エネルギー外交の確立に向けて〜」PHP研究所 ISBN 4569657206

## 所属団体・議員連盟
- 自民党たばこ議員連盟[123]
- 創生「日本」（副幹事長）[124]
- 日本会議国会議員懇談会[124]
- 神道政治連盟国会議員懇談会[124]
- 親学推進議員連盟[124]
- 時代に適した風営法を求める議員連盟（パチンコ議連）[124]
- 国際観光産業振興議員連盟[125]
- 自民党国際人材議員連盟
- 朝鮮通信使交流議員の会（幹事）
- 平和を願い真の国益を考え靖国神社参拝を支持する若手国会議員の会
- 北京オリンピックを支援する議員の会
- 日韓議員連盟
- 日中友好議員連盟
- 日本・ロシア協会（理事長）
- 北朝鮮に拉致された日本人を早期に救出するために行動する議員連盟[124]
- 再チャレンジ支援議員連盟
- 速やかな政策実現を求める有志議員の会
- 一般社団法人　日本eスポーツ協会[126]
- 日本・カタール友好議員連盟[127]
- 全ての女性の安心・安全と女子スポーツの公平性を守る議員連盟（顧問）[128]
- 革新的な技術を活用して新たなエネルギー戦略を構築する議連（会長）[129]